# Подзамче (Люблінський повіт)
Подзамче (пол. Podzamcze) — село в Польщі, у гміні Бихава Люблінського повіту Люблінського воєводства.
Населення — 171 особа (2011).
У 1975-1998 роках село належало до Люблінського воєводства.

## Демографія
Демографічна структура станом на 31 березня 2011 року:
|          | Загалом | Допрацездатний вік | Працездатний вік | Постпрацездатний вік |
| -------- | ------- | ------------------ | ---------------- | -------------------- |
| Чоловіки | 86      | 11                 | 64               | 11                   |
| Жінки    | 85      | 15                 | 52               | 18                   |
| Разом    | 171     | 26                 | 116              | 29                   |